# 图卢语
图卢语（圖盧語：  ˈt̪ulu ˈbɒːsæ）是印度西南部喀拉拉邦和卡纳塔克邦的一种语言。讲图卢语的地方常被称为图卢纳德，而讲此种语言的人则被称为圖盧人。
2011年印度的人口普查显示，印度共有1,846,427名图卢语使用者，而在先前2001年的普查结果则是有1,722,768人。根据2009年的一项估测，世界上有300到500万人讲图卢语。统计已经移居到图卢纳德以外地方的图卢语使用者会有些困难，因为有时他们会被记录成卡纳达语的使用者。